# Kaunakakai
Kaunakakai er en amerikansk by og administrativt centrum for det amerikanske county Maui County i staten Hawaii. Byen har et indbyggertal på 3.419 (2020).